# Pohlia afrocruda
Pohlia afrocruda är en bladmossart som beskrevs av Brotherus 1903. Pohlia afrocruda ingår i släktet nickmossor, och familjen Bryaceae. Inga underarter finns listade i Catalogue of Life.